# HMS Adventure (M23)
Pour les autres navires du même nom, voir HMS Adventure.
Le HMS Adventure est un mouilleur de mines de la Royal Navy, en service de 1926 à 1947. Il sera gravement endommagé, probablement par une mine allemande le 13 novembre 1939. Trente-trois hommes périront lors de cette explosion.

## Source
- (en) Cet article est partiellement ou en totalité issu de l’article de Wikipédia en anglais intitulé « HMS Adventure (M23) » (voir la liste des auteurs).